# Klaus Schormann

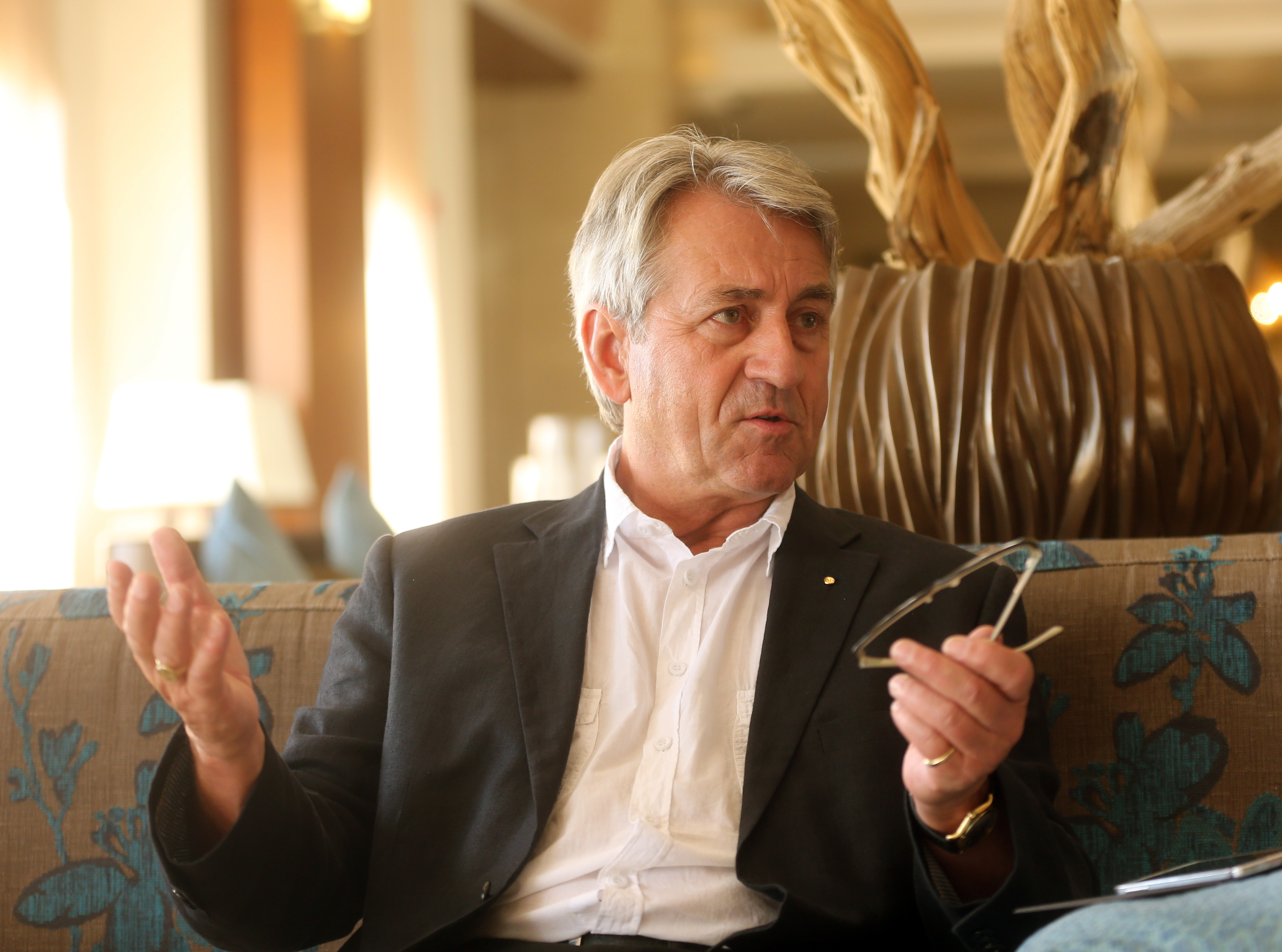
Klaus Schormann 2013 in Doha

Klaus Schormann (* 17. Juli 1946 in Göttingen) ist ein deutscher Sportfunktionär. Er ist Präsident der Union Internationale de Pentathlon Moderne (UIPM), des internationalen Dachverbands für Modernen Fünfkampf.

## Leben
Klaus Schormann studierte am Pädagogischen Fachinstitut in Jugenheim Kunst und Sport von 1964 bis 1968. Anschließend setzte er sein Studium in den Fächern Geographie sowie Sport- und Politikwissenschaft an der Technischen Universität Darmstadt fort. Nach seinem Studium arbeitete er als Lehrer im hessischen Schuldienst. Im Jahr 2004 wurde er an das Hessische Kultusministerium abgeordnet, 2008 wechselte er an das Hessische Innenministerium, wo er bis 2011 tätig war.
Seine sportliche Karriere begann er als Übungsleiter der TSG Uslar. 1968 wurde er Jugendwart beim Hessischen Verband für Modernen Fünfkampf. Ab 1972 bekleidete er dieses Amt beim Deutschen Verband für Modernen Fünfkampf. Im hessischen (1976) und dem deutschen Verband (1984) wurde er zum Präsidenten gewählt. Seit dem Jahr 1993 steht er der Union International de Pentathlon Moderne vor.
Im April 2024 kündigte Schormann an, im November des Jahres, nach 31 Jahren, nicht mehr zur Wiederwahl als Präsident der UIPM anzutreten.
Sein Bruder ist Dieter Schormann, der ehemalige Vorsitzende des Börsenvereins des Deutschen Buchhandels.

## Kontroverse
Als bei den Olympischen Sommerspielen in Tokio 2021 die deutsche Sportlerin Annika Schleu im Modernen Fünfkampf ihre Medaillenchance verlor, weil das ihr zugeloste Pferd bockte, gab Schormann ihr allein die Schuld, obwohl bereits bekannt geworden war, dass dasselbe Pferd beim vorhergehenden Wettbewerb bereits das Springen verweigert hatte. Schormann warfen Vertreter der deutschen Athleten sowie Schleu selbst vor, sie nicht unterstützt zu haben.

## Auszeichnungen
- Ehrendoktorwürde der Universität Mainz (2005)
- Olympischer Orden (2012)
- Hessischer Verdienstorden (2013)
- Bundesverdienstkreuz 1. Klasse (2018)[4]